# This Is 40
This Is 40 is een Amerikaanse romantische komedie uit 2012 geschreven en geregisseerd door Judd Apatow. Leslie Mann en Paul Rudd spelen de hoofdrollen.
Het is een spin-off van (vervolgwerk op) Apatows film Knocked Up uit 2007.

## Verhaal
Debbie (Leslie Mann) en Pete (Paul Rudd) zijn getrouwd. Debbie heeft een boetiek en Pete een platenlabel. Debbie wordt veertig en baalt daar van, zeker als Pete dan ook nog eens viagra nodig lijkt te hebben om nog seks met haar te kunnen hebben. Ook financieel gaat het niet zo goed, Debbie mist geld uit de kassa en de platenverkoop van Graham Parker loopt voor geen meter. Daarnaast hebben ze ook nog te stellen met hun dochters Sadie (13), die begint te puberen, en Charlotte (8).
Debbie besluit na een gesprek met haar vrienden Jason (Jason Segel) and Barb (Annie Mumolo) haar huwelijk te verbeteren door een gezondere leefstijl en meer contact met haar ouders. Ze wil ook dat Pete stopt met het toeschuiven van geld naar zijn vader Larry (Albert Brooks). Dan ontdekt Debbie ook nog eens dat ze zwanger is.

## Rolverdeling
| Acteur           | Personage |
| ---------------- | --------- |
| Paul Rudd        | Pete      |
| Leslie Mann      | Debbie    |
| Maude Apatow     | Sadie     |
| Iris Apatow      | Charlotte |
| Jason Segel      | Jason     |
| Annie Mumolo     | Barb      |
| Robert Smigel    | Barry     |
| Megan Fox        | Desi      |
| Charlyne Yi      | Jodi      |
| Graham Parker    | zichzelf  |
| Chris O'Dowd     | Ronnie    |
| Lena Dunham      | Cat       |
| Albert Brooks    | Larry     |
| Lisa Darr        | Claire    |
| John Lithgow     | Oliver    |
| Melissa McCarthy | Catherine |

## Achtergrond
Regisseur Judd Apatow beschouwt de film als een spin-off van zijn eerdere film Knocked Up. De personages van Paul Rudd en Leslie Mann zijn van bijrollen gepromoveerd tot hoofdrollen en ook andere personages komen terug. De hoofdrollen van Knocked Up gespeeld door Katherine Heigl en Seth Rogen komen niet terug. Het is na Knocked Up en Funny People de derde film waarin Maude en Iris, de dochters van Apatow en Mann, spelen.

## Ontvangst
This Is 40 werd ontvangen met gemengde reacties. Hoewel de film wel grappig en scherpzinnig werd gevonden, vonden veel critici de film te lang.